# Ванчо Бурзевски
Ванчо Бурзевски (Немањица, 2. јануар 1916 — Скопље, 8. мај 2007), економиста, професор, учесник Народноослободилачке борбе и друштвено-политички радник СФР Југославије и СР Македоније.

## Биографија
Рођен је 1916. године у Немањици, код Светог Николе. Био је члан Македонског националног покрета (МАНАПО) у Загребу и Београду од 1938. до 1941, када је постао чланом Комунистичке партије Југославије.
У рату је био члан Месног комитета КПЈ за Светог Николу, организатор Војног комитета за овчепољски крај, секретар Окружног комитета КПМ за Гостивар, члан Окружног комитета КПМ за Тетово, секретар Првог обласног комитета КПМ и заменик политичког комесара дивизије НОВЈ. Био је изабран за посланика на Другом заседању АВНОЈ-а 1943. и Првом заседању АСНОМ-а 1944. године.
После рата, био је секретар Комисије за аграрну реформу и колонизацију при влади ФНРЈ, начелник Контролне комисије ФНРЈ, члан Централне ревизионе комисије КПЈ, министар пољопривреде владе НРМ, министар привреде СРМ, републички и савезни посланик, члан Централног комитета КПМ, члан Главног одбора Социјалистичког савеза радног народа Македоније и СУБНОР-а Македоније, амбасадор Југославије у Замбији, професор и декан Енономског факултета у Скопљу и остало.
Умро је 8. маја 2007. године у Скопљу.
Носилац је Партизанске споменице 1941. и више југословенских одликовања.